# Jerzy Henryk Mond
Jerzy Henryk Mond (ur. 12 września 1921 w Złoczowie, zm. 19 sierpnia 2000 w Fresnes (Francja),) – polski prawnik, dziennikarz i politolog.

## Życiorys
Syn generała brygady Bernarda Monda i Heleny z domu Rosner, zasymilowanych Żydów. Podczas II wojny światowej od 1940 był zaangażowany w działalność konspiracyjną w Krakowie, w styczniu 1943 usiłował przedostać się do Wielkiej Brytanii. Został aresztowany przez Abwehrę we Frankfurcie nad Menem i skazany na śmierć. Po skontaktowaniu się niemieckiego oficera z więzionym w Oflagu VII A Murnau gen. Bernardem Mondem i ustaleniu personaliów przetransportowany do Krakowa, gdzie został uwięziony w więzieniu na ulicy Montelupich. 
We wrześniu 1943 został wykupiony przez krakowskie dowództwo Armii Krajowej, a następnie wyjechał do Warszawy, gdzie posługiwał się fałszywymi dokumentami wystawionymi na nazwisko Jerzy Świetnicki. Działał w konspiracji w stopniu kaprala używając pseudonimów „Alina” lub „Halina”, w lipcu 1944 przydzielono go do Komendy Głównej Armii Krajowej – Oddział V (Dowodzenie i Łączność) – Wydział V-k o kryptonimie „49”. W dniu 28 lipca 1944 dokonał rozpoznania na linii Wawer – Falenica, a następnie poinformował o ruchach wojsk sowieckich. Następnie dołączył do batalionu „Czata 49” razem z żołnierzami służącymi wcześniej w krakowskim Kedywie (pluton dowodzony przez por. Zbigniewa Ścibora-Rylskiego ps. „Motyl”)[niewiarygodne źródło?]. Walczył w powstaniu warszawskim, początkowo w stopniu podchorążego, 5 sierpnia 1944 w rejonie ulicy Płockiej został ciężko ranny, w uznaniu waleczności został awansowany do stopnia podporucznika. Przetransportowany najpierw na Stare Miasto, a następnie kanałami do Śródmieścia i na Powiśle. Po upadku powstania został wywieziony do Zeithain, gdzie przebywał w szpitalu jenieckim. 
W maju 1945 powrócił do Krakowa, gdzie studiował na Wydziale Prawa Uniwersytetu Jagiellońskiego, a następnie pracował jako dziennikarz. Od 1956 przez rok pełnił funkcję sekretarza generalnego Stowarzyszenia Dziennikarzy Polskich. W 1960 przebywał służbowo w Paryżu, podjął wówczas decyzję o pozostaniu na emigracji. W 1963 obronił doktorat z dziedziny nauk politycznych na paryskiej Sorbonie, a następnie rozpoczął współpracę z Jerzym Giedroyciem i paryską „Kulturą” i tygodnikiem „L’Express”. 
Od 1964 do 1987 pracował jako chargé de recherche w Centrum Naukowo-Badawczym (CNRS), równocześnie od 1967 przez sześć lat wykładał na uniwersytecie w Minneapolis, a od 1982 do 1988 w Londynie. Ponadto był zawodowo związany z Institut français de presse. W 1970 wystąpił na Kongresie Współczesnej Nauki i Kultury Polskiej w Londynie, wygłosił tam pracę pt. La presse, les intellectuels e le pouvouir en Pologne, był członkiem Polskiego Towarzystwa Naukowego na Obczyźnie. W 1979 został powołany na stanowisko sekretarza generalnego Polskiego Towarzystwa Historyczno-Literackiego i pełnił tę funkcję do 1989. Działał na rzecz zbliżenia polsko-francuskiego, pozostawił kilkadziesiąt prac z zakresu prawa prasowego i prawa administracyjnego porównawczego. Pisał również o roli opinii publicznej i środków masowego przekazu w życiu współczesnym, a także o kontroli administracji publicznej.